# ボルボ・コンセプト・You
ボルボ・コンセプト・You
は、2011年9月13日にフランクフルトモーターショーで公開されたコンセプトカー。ボルボ コンセプト ユニバースとも呼ばれる。

## 概要
コンセプト・Youの外観は、フロントはよりクラシックなボルボの外観、Eセグメント 4ドアとファストバッククーペのようなスタイリングで、クラシックモデルのPV544とアマゾンの影響を受けたコンセプトカーである。
キャビンもシンプルでエレガントなスカンジナビアン・デザインで統一されており、調整や設定のボタン、スイッチ類はタッチスクリーンに置き換えられている。

## ギャラリー

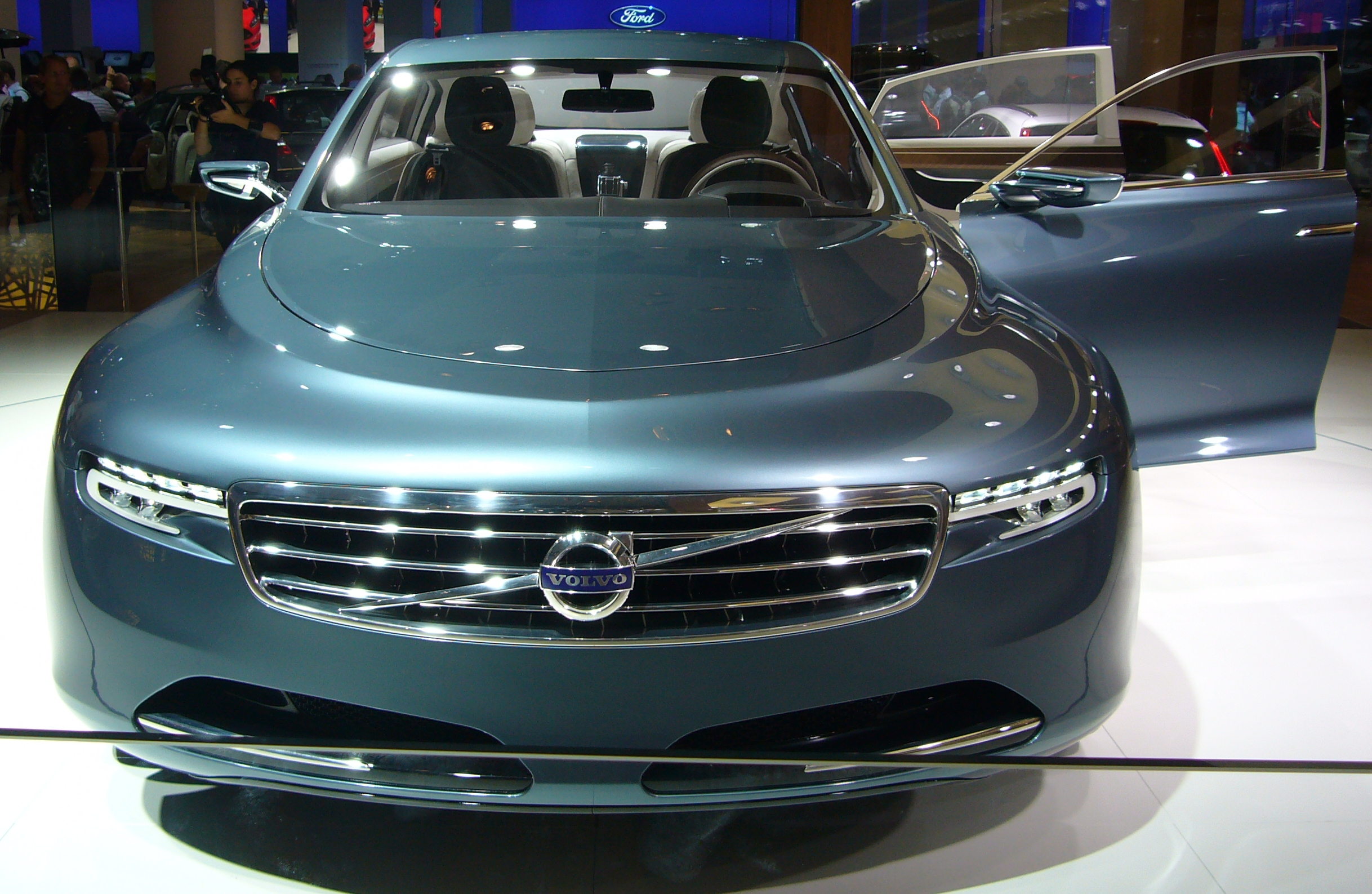
Concept You Front
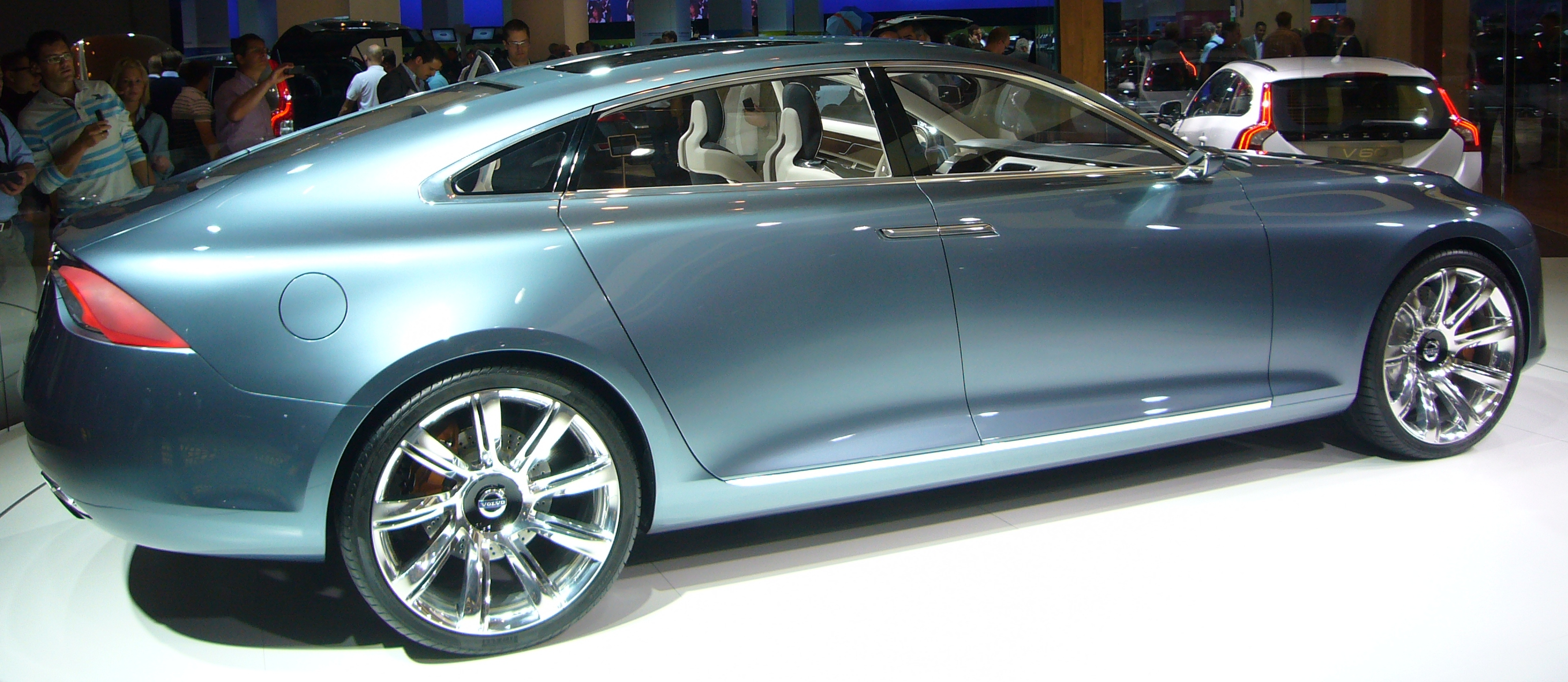
Concept You Side
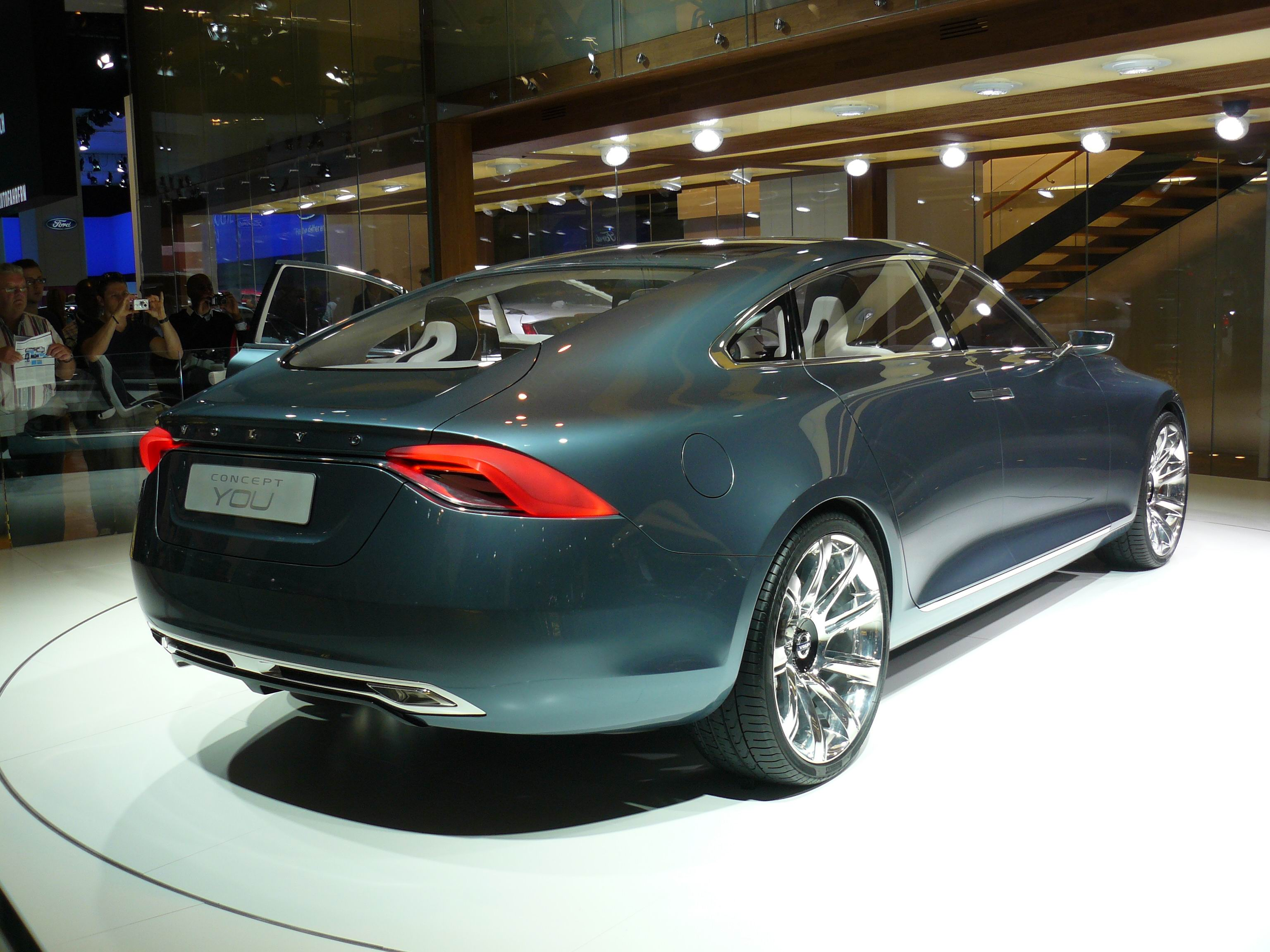
Concept You Rear
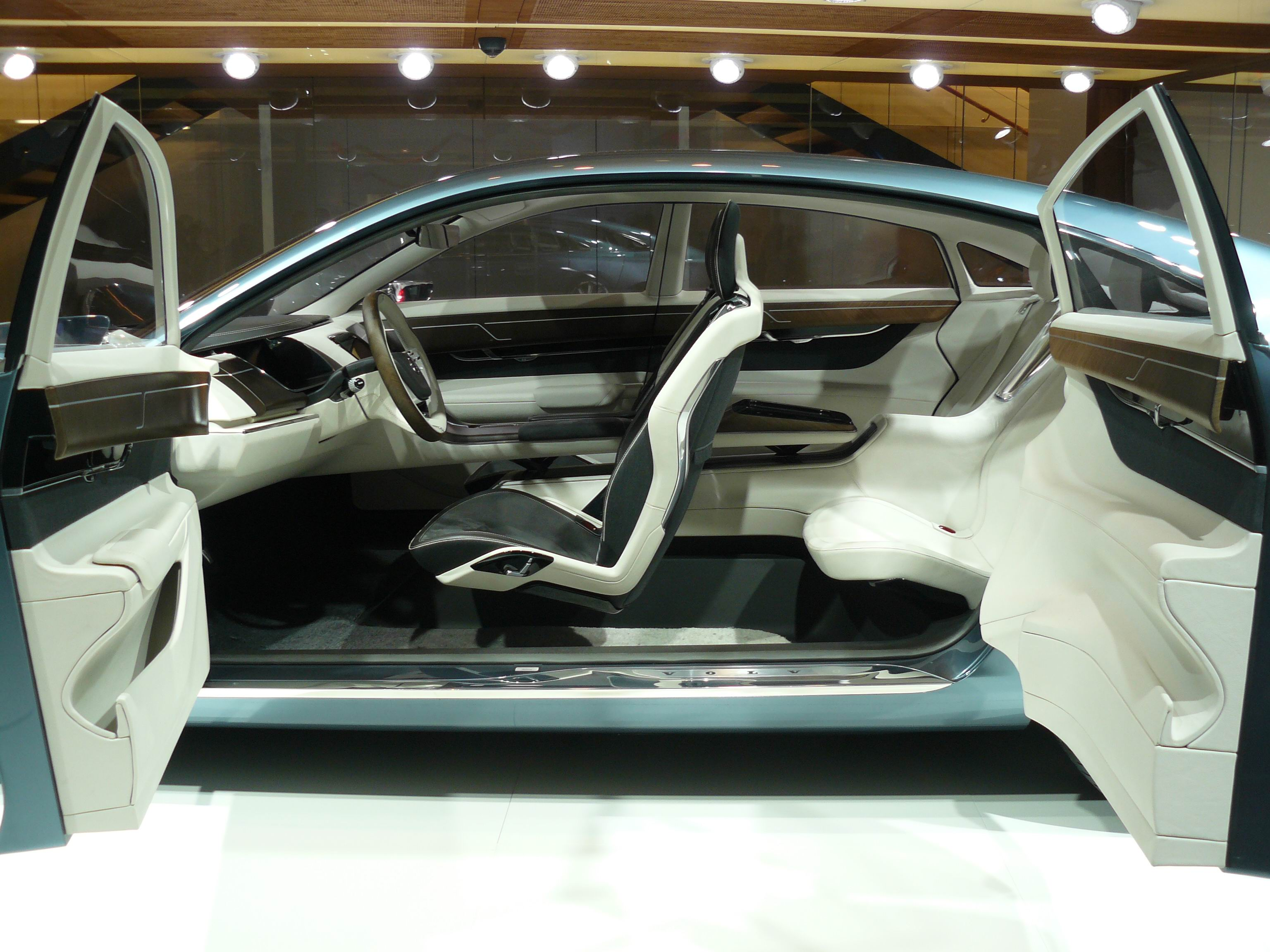
Concept You Intella